# Thomas Sjöberg
Thomas Sjöberg (né le 6 juillet 1952 à Helsingborg en Suède) est un joueur de football suédois, qui évoluait au poste de milieu de terrain, avant de devenir ensuite entraîneur.

## Biographie

### Joueur
Natif de Helsingborg près de Malmö dans le sud-ouest suédois, il commence le football avec le modeste club de sa ville natale de l'Eskilsminne IF, avant d'ensuite rejoindre l'un des grands clubs de sa région, le Malmö FF, avec qui il débute en professionnel en 1974 (année même où il fait ses premiers pas en sélection suédoise).
Il reste deux saisons dans le championnat suédois avant de partir en 1976 pour la Bundesliga avec le club du Karlsruher SC. Il n'y reste qu'une année, avant de rentrer au pays au Malmö FF.
En 1978, il est sélectionné pour disputer la coupe du monde 1978 en Argentine, puis part pour l'Arabie saoudite, au club de l'Ittihad FC.
L'année suivante, il débarque aux États-Unis et signe chez les Sting de Chicago, avant de retourner à nouveau au Malmö FF, où il joue alors pour la troisième fois.
En 1983, il tente une dernière aventure avec le grand club de sa ville, le Helsingborgs IF, avec qui il met fin à sa carrière en 1985.

### Entraîneur
Après sa carrière de joueur, Sjöberg ne sort pas du monde du football et entame une nouvelle vie d'entraîneur.
Il devient tout d'abord l'entraîneur-adjoint de son compatriote Roland Andersson, et le suit pour entraîner un de ses anciens clubs en 1993, les saoudiens d'Ittihad FC. En 1995, il part au Qatar voisin pour prendre les rênes du Qatar Sports Club durant deux saisons.
En 1997, il retourne en Europe pour la Suisse, et tente une expérience d'entraîneur en s'occupant des bernois des BSC Young Boys.
À la fin de la saison, il suit à nouveau Roland Andersson pour retourner dans son club de toujours, le Malmö FF. On lui doit notamment la découverte du jeune talent Zlatan Ibrahimović, à qui il fait confiance pour le lancer dans le monde professionnel,. À la fin de la saison 1999, lui et Andersson sont finalement congédiés à la suite de la relégation de Malmö en Superettan.
En 2006, il fait son retour à Malmö pour s'occuper du centre de formation, poste qu'il occupe encore actuellement.

## Palmarès
Malmö FF
- Championnat de Suède (3) :
  - Champion : 1974, 1975 et 1977.

- Coupe de Suède (4) :
  - Vainqueur : 1974, 1975, 1978 et 1980.